# 宾努
宾努（1906年4月1日—1985年5月18日），柬埔寨政治家，持有“亲王”（សម្តេច）头衔。他曾在法国殖民政府中任职，后积极参与柬埔寨政治，曾在西哈努克亲王的人民社会同盟政权中数度担任柬埔寨首相。1968年1月31日至1969年8月14日，他第六次担任首相。1970年3月18日，当西哈努克被朗诺推翻时，宾努陪同西哈努克流亡到中国，后来宾努在柬埔寨王国民族团结政府中担任首相职务。在文化大革命期间，宾努在中国的知名度很高。
1975年，红色高棉占领金边后，他最后一次担任总理，但并无实权。1976年，在西哈努克亲王辞去国家元首职务后不久，宾努亲王也于4月6日辞去总理职务，并被软禁。越南入侵后，他经中国流亡到法国，后在法国逝世。

## 生平
宾努出生在金边一个高官家庭。1929年，他开始出任殖民政府职位。1939年，他被任命为干丹省副省长，省长是普寧籍柬埔寨人黃意。1945年3月9日日本占领柬埔寨后，黃意任财政部长，宾努任副部长。
1945年8月，山玉成就任首相后，宾努曾代理其内阁的财政部长职位。10月，法国殖民者重新控制柬埔寨，山玉成被逮捕，由西索瓦·莫尼勒继任首相。宾努转任磅湛省省长。1946年3月11日他回到金边，12月15日被任命为金边市长。1948年8月15日至1949年1月15日担任首相。1948年9月21日任内政和信息部部长。1949年2月11日辞职。9月30日，因西哈努克国王在法国，被任命为摄政，代行国王职权。1950年，被任命为西哈努克国王的私人顾问。
1950年5月9日就任国防部长。西哈努克积极寻求柬埔寨从法国独立，1953年1月24日，西哈努克流亡到泰国前让他领导高棉王家军队。3月，他陪伴国王来到巴黎，与法国政府进行谈判，最终柬埔寨于11月9日实现独立。
从1955年开始，宾努成为柬埔寨的重要政治人物。他陪伴西哈努克创立人民社会同盟，后来与他一起参加万隆会议。宾努还多次担任首相职务（1954年4月18日至1955年1月26日、1958年1月17日至1958年4月24日）。
1958年6月，宾努担任柬埔寨驻法国大使，直到1961年1月回国，并于1961年1月28日至1961年11月17日再度担任首相。
1968年1月31日至1969年8月14日，他第六次担任总理。
1970年3月18日，西哈努克被朗诺推翻，宾努追随西哈努克流亡到中国。在北京，西哈努克与红色高棉结盟，成立柬埔寨王国民族团结政府，任命宾努为首相。
1975年4月17日，红色高棉推翻朗诺的高棉共和国政权后，宾努与西哈努克一样仍然滞留中国。由于西哈努克曾被红色高棉认为是封建主义的代表人物，中国领导人毛泽东、朝鲜领导人金日成都担心西哈努克和宾努回国后会遭到清算，要求红色高棉保证他们的人身安全。得到红色高棉的承诺后，西哈努克和宾努于同年9月回国。宾努继续担任总理，但不掌握实权。1976年，波尔布特决定直接由柬埔寨共产党掌权，宾努于4月4日辞职，随后与西哈努克一样被软禁。1979年1月6日，越南入侵柬埔寨后，他得以流亡中国。此后移民到法国，获得难民身份。1985年在法国沙特奈马拉布里逝世。

## 宾努内阁

### 第一次
1948年8月15日接替钱万内阁成立，组成如下：
| 职位                     | 阁僚姓名 | 阁僚姓名   |
| ------------------------ | -------- | ---------- |
| 职位                     | 译名     | 高棉语原名 |
| 首相 内政大臣 新闻大臣   | 宾努     | ប៉ែន នុត      |
| 副首相 经济事务大臣      | 宋双     | សឺន សាន      |
| 国防大臣                 | 钱万     | ឈាន វ៉ម      |
| 经济与公共工程大臣       | 宋文西   | សុន វ៉ឺនសៃ     |
| 国家教育、体育与青年大臣 | 辉根托   | ហ៊ុយ កន្ធុល    |
| 财政大臣                 | 密贡     | មៀច គន្ធ     |
| 卫生与社会事务大臣       | 曼松     | ម៉ម សុន      |
| 文化和艺术大臣           | 伊斯伦   | យិត ស្រ៊ុន     |
| 内政国务秘书             | 狄潘     | ទេព ផន      |
| 公共工程国务秘书         | 迎加雷   | ងិន ការ៉េត     |
| 新闻国务秘书             | 通乌     | ថុន អ៊ុក      |

### 第二次
1953年1月24日，因诺罗敦·西哈努克预备前往法国争取柬埔寨独立而接替第三次西哈努克内阁成立，组成如下：
| 职位                         | 阁僚               |
| ---------------------------- | ------------------ |
| 首相 体育与青年大臣          | 宾努               |
| 副首相 外交与宗教大臣        | 欧春               |
| 公共教育与艺术大臣           | 诺罗敦·宾帕·尤根托 |
| 国防、邮政与通信大臣         | 西索瓦·施里玛达    |
| 司法大臣                     | 东温曼             |
| 国家经济与公共工程大臣       | 沈法               |
| 财政大臣                     | 丹顺               |
| 内政与自卫大臣               | 波拉沙林           |
| 公共卫生、社会事务与劳工大臣 | 桑松·费尔南德      |